# إيلي خوري
إيلي خوري (ولد في 8 مايو 1964) هو مسؤول اتصالات لبناني فرنسي، يعمل في دبي، وهو الرئيس التنفيذي لمجموعة أومنيكوم الإعلامية في منطقة الشرق الأوسط وشمال إفريقيا، وهو قسم الخدمات الإعلامية في مجموعة أومنيكوم.
عمل في مجال الدعاية في وكالة BBDO التابعة لمجموعة أومنيكوم بعد حصوله على ماجستير إدارة الأعمال عام 1988، وفي عام 2002 انتقل من التصميم الإبداعي إلى الجانب الإعلامي لمجموعة Omnicom لإطلاق مجموعة الاتصالات الإعلامية OMD. لتطوير الحملات التسويقية باستخدام الإعلان الرقمي والهاتف المحمول والتلفزيون، وفي الآونة الأخيرة تستخدم تسويق الأداء.
حصل خوري على العديد من الجوائز والأوسمة من مجلة فوربس الشرق الأوسط وأريبيان بزنس، ويعتبر مسؤول تنفيذي في مجال التسويق في العالم العربي.

## النشأة والتعليم
ولد خوري في 8 مايو 1964، وعاش على الجانب الشرقي من بيروت، حيث كان والده يعمل طاهياً،  وعندما اندلعت الحرب الأهلية اللبنانية كان يبلغ من العمر 11 عامًا،  ولم تغادر عائلته بيروت، حيث لم تكن تملك المال اللازم للرحيل،  ومنذ صغره كان خوري يعمل في بيع المفرقعات النارية والأطعمة المعلبة والمشروبات والملابس لكسب عيشه،  وخلال الغارات كان يبيع التونة ولحم الأبقار في الحي الذي كان يستخدمه لشراء الملابس وبيعها في وقت لاحق لتحقيق الربح.
التحق بالجامعة الأمريكية في بيروت (AUB)، حيث حصل على درجة البكالوريوس في إدارة الأعمال عام 1986 وماجستير في إدارة الأعمال التجارية والمالية في عام 1988. أثناء التحاقه بالجامعة عمل خوري في شركة تجارية مالية تعمل في تجارة العملات والأوراق المالية والسندات.

## مسيرته

### الجوائز والتكريمات
حصل على جائزة الرئيس التنفيذي لوسائل الإعلام لهذا العام من قبل مجلة CEO Middle East في عام 2008. احتل فوربس المرتبة 78 في قائمة أفضل 100 شركة عالمية للقاءات محلية من قبل فوربس في عام 2013. بعد ذلك بعامين، احتل فوربس المرتبة 25 في قائمة أفضل 100 قائمة. في عام 2016، كان هو 52 في القائمة.
تم اختياره كواحد من أكثر الرؤساء التنفيذيين شهرة في مجلس التعاون الخليجي من قبل مجلة الرئيس التنفيذي للشرق الأوسط في عام 2009. في عام 2011، احتل المرتبة الثانية بين أقوى 50 شخصًا في مجال الإعلام من مجلة Communicate. احتل خوري المرتبة 31 في قائمة أقوى 500 عربي في عام 2011 وكان في المرتبة 23 في قائمة أرابيان بيزنس لعام 2013. في وقت لاحق من العام، حصل خوري أيضًا على جائزة «الرئيس التنفيذي للإعلام والتسويق لهذا العام» في حفل توزيع جوائز الخليج لقطاع الأعمال. تضمنت LinkedIn إيلي خوري في قائمة Power Profiles في الإمارات العربية المتحدة 2016. تقديراً لأداء الشركة الثابت في التصنيف الإماراتي، منح معهد Great Place to Work إيلي خوري جائزة أفضل قائد في عام 2017.